# Condensación de Darzens
La condensación de Darzens (Conocida también como reacción de Darzens  o condensación del éster glicídico) es una reacción de condensación de un compuesto carbonílico con un α-haloéster para formar un α,β-epoxi éster, denominado también "éster del ácido glicídico". Esta reacción fue descubierta por el químico francés Auguste George Darzens en 1904.

## Mecanismo de reacción
La reacción comienza cuando una base fuerte es utilizada para formar un carbanión del α-haloéster en la posición halogenada, el cual es estable por resonancia con el grupo carboxilo. Esta estructura ataca al carbonilo del segundo compuesto en una condesación tipo aldólica. El anión alcóxido formado en posición β ataca a la posición α halogenada en un mecanismo de SN2 intramolecular, formándose así un epóxido
El compuesto halogenado debe estar en forma de éster para evitar la desprotonación del ácido carboxílico correspondiente. La reacción se puede realizar con α-haloamidas para producir de manera análoga una α,β-epoxiamida. Puede utilizarse también α-halocetonas para obtener α,β-epoxicetonas.
En el caso de ésteres, es preferible utilizar el alcóxido correspondiente como base para evitar reacciones alternas de transesterificación

## Estereoselectividad
Dependiendo de las estructuras implicadas, el epóxido puede producir las formas cis o trans, dependiendo de los sustratos empleados.
La estereoquímica inicial de la secuencia de la reacción se establece en el paso donde el carbanión ataca al carbonilo. Dos carbonos sp3 (tetraédricos) se generan en esta etapa, lo que permite que se formen dos diferentes diastereoisómeros intermediarioss posibles de la halohidrina. El resultado más probable es debido a la cinética química: cualquier producto que se forme más fácil y rápidamente será el principal producto de esta reacción. El paso posterior de la reacción SN2 con inversión estereoquímica (Inversión de Walden), por lo que la forma cis o trans del epóxido es controlada por la cinética de un paso intermedio. Alternativamente, la halohidrina puede epimerizarse debido a la naturaleza básica de las condiciones de reacción antes de la reacción de SN2. En este caso, el diastereómero inicialmente formado se puede convertir en uno diferente. Éste presenta un equilibrio químico, por lo que en el caso de que se presente la epimerización, la reacción está controlada por la termodinámica hacia el más estable, independientemente de cuál fue el producto cinético.

## Reacciones secundarias
El producto de la reacción Darzens puede reaccionar posteriormente para formar distintos tipos de compuestos. La hidrólisis del éster puede conducir a la descarboxilación, que desencadena una transposición del epóxido a un carbonilo (4). Alternativamente, otras transposiciones del epóxido pueden ser inducidas para formar otras estructuras.,